# Statens og Hovedstadskommunernes Studenterkursus
Statens og Hovedstadskommunernes Studenterkursus var en dansk uddannelsesinstitution, der fra flere beliggenheder i København og på Frederiksberg udbød studenterkursus.
Uddannelsesinstitutionen kan dateres tilbage til 3. september 1879, hvor Julius Døcker og hustru opretter Døckers Kursus i Gothersgade. Kurset flytter året efter til Fredensgade og i 1887 til Frederiksberg. I 1908 fusioneres Døckers Kursus med Undervisningsanstalten København, Lang og Hjorts Kursus (grundlagt 1886) og Wedels Kursus under navnet De forenede Kursus. Efter fusioner med eksamenskurset Lykkeion og Kursus København overtages De forenede Kursus i 1921 af staten samt kommunerne København, Frederiksberg og Gentofte i fællesskab.
Skolen fortsætter under navnet Statens og Hovedstadskommunernes Kursus til Studentereksamen og har fra 1927 til huse på Amicisvej på Frederiksberg. I 1932 rykker skolen til Frederiksberg Allé 22, i 1942 til Thorvaldsensvej 24 og i 1954 til Mynstersvej 5.
Staten overtager skolen fuldt pr. 1. januar 1979 under navnet Statens kursus til Studentereksamen, men Frederiksberg Kommune overtager atter skolen med virkning fra nytår 1986. Herefter fortsætter den under navnet Frederiksberg Studenterkursus og har fra 1991 til huse på Filippavej 2, der i dag rummer Skolen ved Søernes overbygningsklasser.
I 2004 sammenlægges Frederiksberg Studenterkursus, Frederiksberg VUC og Frederiksberg Sprogcenter til VoksenUddannelsescenter Frederiksberg. Pr. 2024 er navnet Frederiksberg VUC & STX, der har til huse på Falstersvej.